# A.C. Milan w sezonie 1964/1965

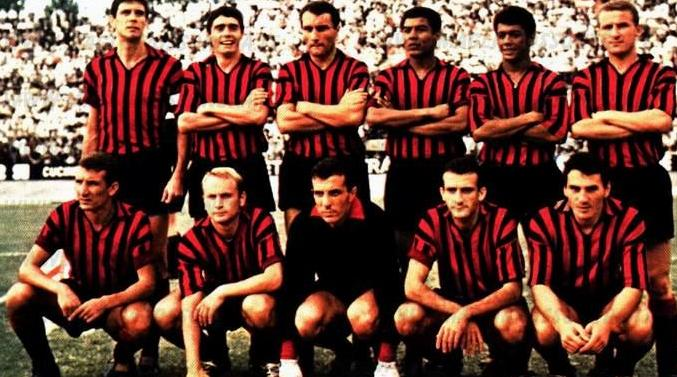
A.C. Milan 1964/65

Osiągnięcia i skład piłkarskiego zespołu A.C. Milan w sezonie 1964/65.

## Osiągnięcia
- Serie A: 2. miejsce
- Puchar Włoch: odpadnięcie w 1. rundzie
- Puchar Miast Targowych: odpadnięcie w 1/24 finału

## Podstawowe dane
- Oficjalna nazwa klubu: Associazione Calcio Milan
- Siedziba klubu: Via Gabrio C. Serbelloni 5
- Boisko: San Siro
- Prezes klubu:  Felice Riva
- Trener zespołu:  Nils Liedholm[1]
- Kapitan drużyny:  Cesare Maldini

## Skład zespołu
Bramkarze:
| Włochy | Luigi Balzarini   |
| Włochy | Mario Barluzzi    |
| Włochy | Giorgio Ghezzi    |
| Włochy | Claudio Mantovani |

Obrońcy:
| Włochy | Cesare Maldini      |
| Włochy | Gilberto Noletti    |
| Włochy | Luigi Radice        |
| Włochy | Nello Santin        |
| Włochy | Giovanni Trapattoni |
| Włochy | Mario Trebbi        |

Pomocnicy:
| Włochy | ? Bacchetta        |
| Peru   | Víctor Benítez     |
| Włochy | Mario David        |
| Włochy | Giovanni Lodetti   |
| Włochy | Sergio Maddè       |
| Włochy | Ambrogio Pelagalli |
| Włochy | Gianni Rivera      |
| Włochy | Giancarlo Salvi    |

Napastnicy:
| Brazylia · Włochy | José Altafini      |
| Brazylia          | Amarildo           |
| Włochy            | Aquilino Bonfanti  |
| Włochy            | Paolo Ferrario     |
| Włochy            | Giuliano Fortunato |
| Brazylia          | Germano            |
| Włochy            | Bruno Mora         |